# Ebele Ofunneamaka Okeke
Ebele Ofunneamaka Okeke (danh hiệu: CFR và OON, sinh ngày 14 tháng 6 năm 1948) là kỹ sư xây dựng dân dụng người Nigeria và là cựu Giám đốc Cơ quan Dân sự Nigeria

## Cuộc đời và sự nghiệp
Bà sinh ngày 14 tháng 6 năm 1948 tại Nnewi North, bang Anambra, Nigeria. Bà học trung học tại Trường nữ sinh Archdeacon Crowther Memorial Elelenwo, Port Harcourt, nơi bà đã đạt được Chứng chỉ giáo dục Tây Phi (WASC) vào năm 1965. Bà tiếp tục tham gia học tại Đại học Southampton, Anh, tại đây bà nhận bằng Cử nhân khoa học (B.Sc) về Kỹ thuật Xây dựng dân dụng (1971). Bà có bằng tốt nghiệp sau đại học (PGD) về lĩnh vực nước ngầm của Đại học Loughborough. Bà nhận Bằng sau tốt nghiệp (PGD) về ngành Thủy văn học và Địa chất thủy văn của Đại học College London vào năm 1979. Sau đó, bà trở về Nigeria để lấy bằng Thạc sĩ Quản trị Kinh doanh (MBA) của Đại học Nigeria, Nsukka vào năm 2001. Tháng 3 năm 2007, bà trở thành Thư ký Thường trực của Bộ Tài nguyên Nước Liên bang và sau nhiều tháng phục vụ, bà trở thành Trưởng phòng Dân chính Nigeria. Bà là người phụ nữ đầu tiên giữ chức Trưởng phòng trong lịch sử Nigeria. Bà giữ vị trí này cho đến nghỉ hưu năm 2008. Bà là một trong những kỹ sư xây dựng người Nigeria đã đóng góp rất lớn cho sự phát triển kỹ thuật ở đất nước mình. Bà thành lập Hiệp hội kỹ sư phụ nữ chuyên nghiệp, (APWEN). Bà là một trong sáu đại biểu đại diện cho các công chức đã nghỉ hưu tại Hội nghị Quốc gia Nigeria 2014 

## Giải thưởng và vinh danh
Bà nhận được nhiều danh hiệu và giải thưởng, bao gồm:
- CFR (2006)
- OON

## Học bổng
- Kỹ sư xây dựng thuộc Viện Kỹ sư Dân dụng Vương quốc Anh và Ireland.
- Thành viên Hiệp hội kỹ sư Nigeria.
- Thành viên Hội đồng Quy chế Kỹ thuật Nigeria (COREN).[13]